# Mihal Grameno
Mihal Grameno (ur. 13 stycznia 1871 w Korczy, zm. 5 lutego 1931 tamże) – albański pisarz i działacz niepodległościowy.

## Życiorys
Pochodził z rodziny kupieckiej, wyznania prawosławnego, był synem Ilo Grameno i Liny z d. Mitko. Uczył się początkowo w greckojęzycznej szkole w Korczy, ale w 1885 z powodów ekonomicznych wyemigrował do Rumunii. Tam też związał się z albańskim ruchem narodowym i kształcił się w Szkole Pedagogicznej. W 1889 został wybrany sekretarzem towarzystwa patriotycznego Drita, działającego w Bukareszcie. W tym czasie publikował swoje pierwsze wiersze.

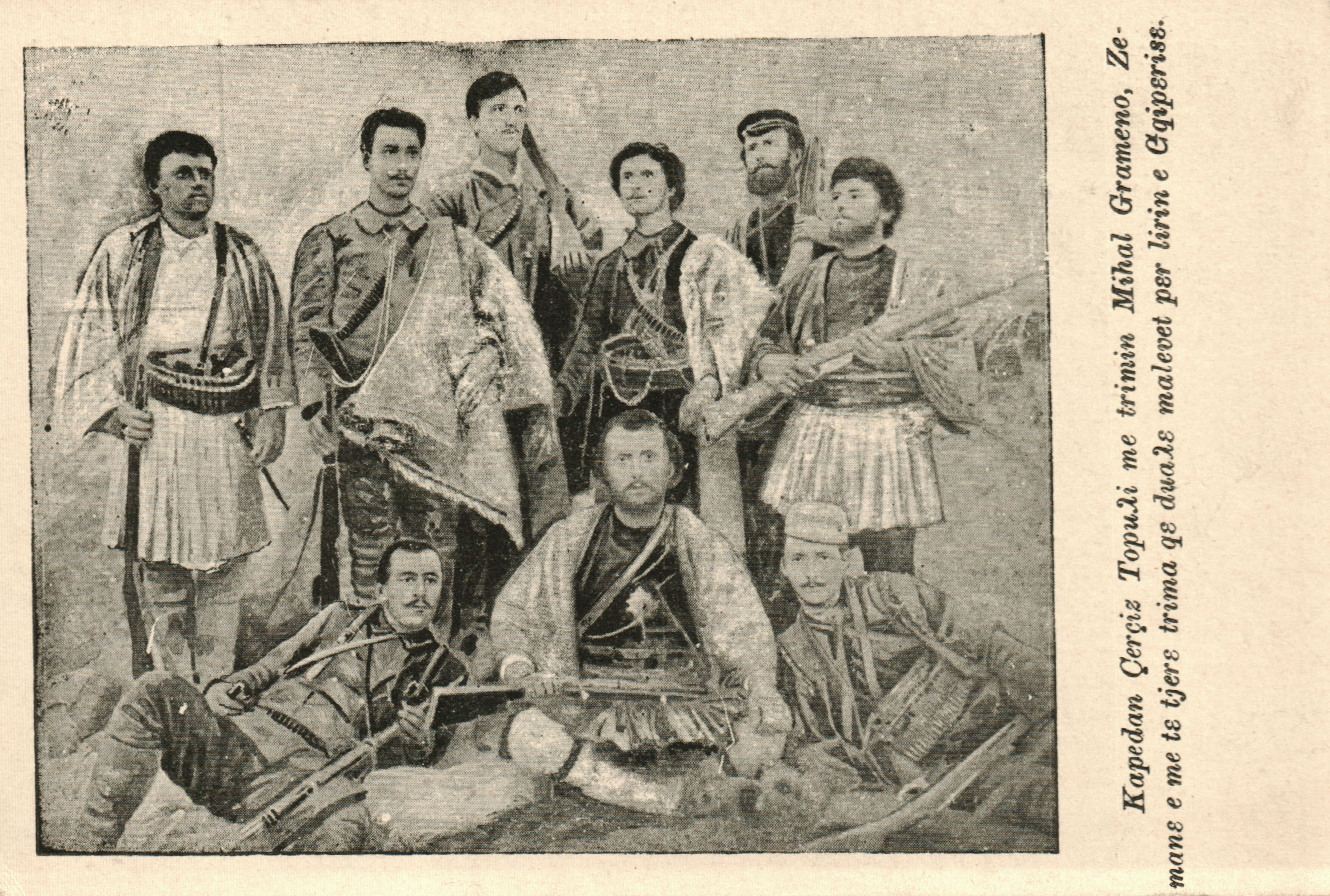
Mihal Grameno w oddziale Çerçiza Topullego

Po powrocie do Albanii w 1907 przyłączył się do oddziału dowodzonego przez Çerçiza Topullego, w którym walczył przeciwko Turkom. W 1908 wziął udział w bitwie pod Mashkullore, po której jego oddział uległ rozproszeniu. Sam Grameno zdołał uciec.
Oprócz działalności zbrojnej Grameno zajmował się działalnością edukacyjną we wsiach południowej Albanii. W 1908 wziął udział w kongresie monastyrskim, który przyjął standard alfabetu dla języka albańskiego. Od 1909 wydawał w Korczy pismo Lidhja orthodhokse (Liga prawosławna), a od 1911 tygodnik polityczny Koha (Czas). W 1910, w czasie wystąpień antyosmańskich w Kosowie został aresztowany przez władze tureckie. W 1912 należał do grona sygnatariuszy deklaracji niepodległości.
Po rozbiorze ziem albańskich w czasie I wojny światowej, wyemigrował do Stanów Zjednoczonych. W tym czasie zaangażował się w działalność organizacji Vatra, działającej w Bostonie, skupiającej Albańczyków mieszkających w USA i kierował pismem Koha (Czas), wydawanym w Jamestown. W 1919 reprezentował albańską diasporę na konferencji pokojowej w Paryżu. W 1921 powrócił do Albanii, gdzie zajął się pisaniem artykułów, w których domagał się demokratyzacji państwa albańskiego Po upadku rządu Fana Noliego w grudniu 1924 z uwagi na chorobę Grameno wycofał się z działalności publicznej. W 1925 wydał wspomnienia z okresu walk przeciwko Turkom.
W dorobku literackim Mihala Grameno znajdują się tomiki poezji, powieści, a także utwory sceniczne – komedia Przekleństwo języka albańskiego i dramat Śmierć Pyrrusa.

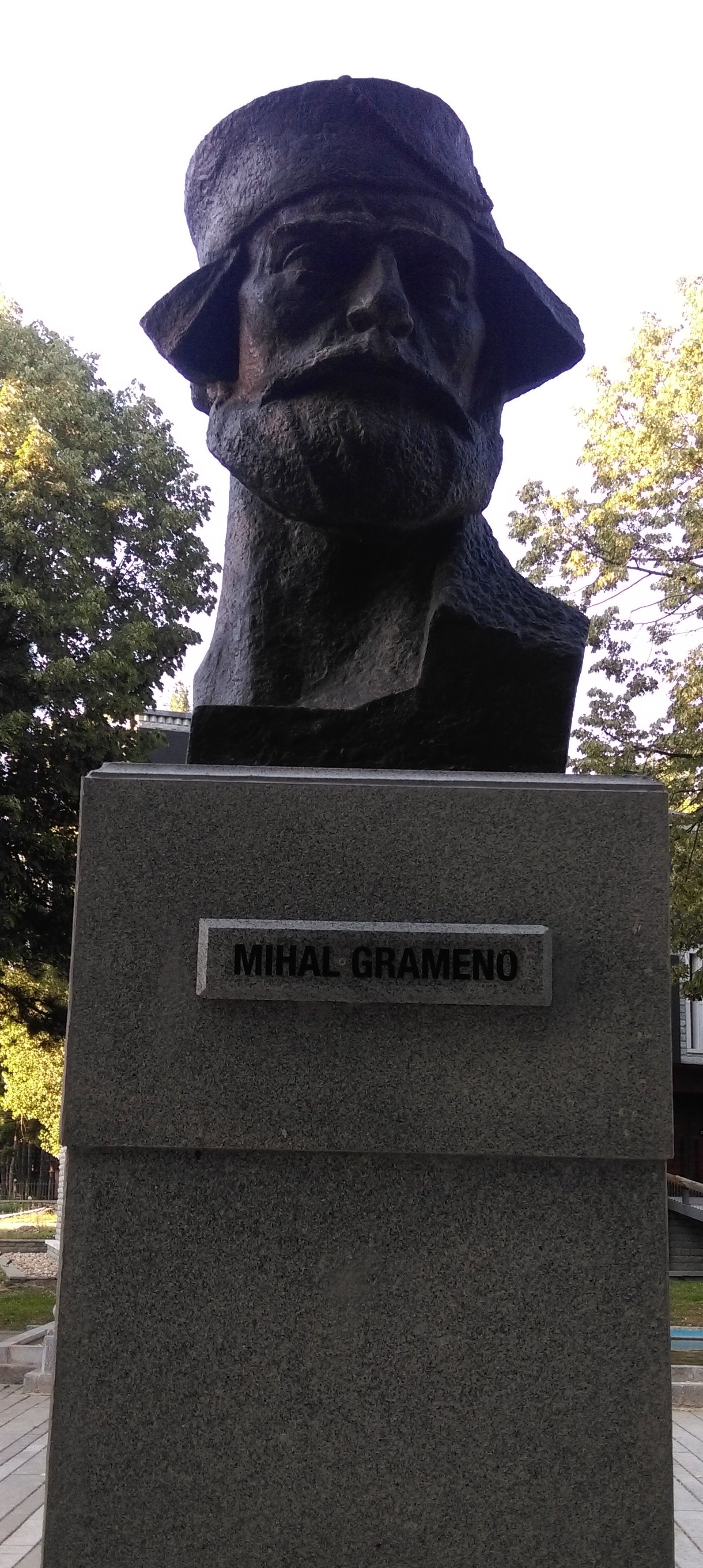
Popiersie Mihala Grameno w Korczy

Przez władze Albanii wyróżniony tytułem Bohatera Narodu (Hero i Popullit). Imię Grameno noszą ulice w Tiranie, Korczy, Bilisht, Kamzie, Kuçovë i w Prisztinie, w Korczy i w Tiranie znajdują się jego popiersia.

## Dzieła
- 1903: Vdekja (Śmierć)
- 1905: Mallkimi i gjuhës shqipe (Przekleństwo języka albańskiego, komedia)
- 1906: Vdekja e Piros (Śmierć Pyrrusa, tragedia)
- 1909: Oxhaku (Watra, powieść)
- 1909: Varri i pagezimit (Mogiła chrztu, opowiadanie)
- 1912: Plagët (Rany, poezja)
- 1925: Kryengritja shqiptare (Powstanie albańskie)
- 1974: Antikat kombëtare : kujtime, pamflete, portrete